# Kevin De Bruyne
Kevin De Bruyne (Gent, 28 juni 1991) is een Belgisch voetballer die doorgaans als aanvallende middenvelder speelt. Hij tekende in juni 2025 transfervrij bij Napoli, na tien seizoenen bij Manchester City. De Bruyne debuteerde in 2010 in het Belgisch voetbalelftal.

## Carrière

### Jeugd
Kevin De Bruyne begon op zesjarige leeftijd in zijn geboortestreek te voetballen voor eerste provincialer KVV Drongen. In 1999 trok hij naar KAA Gent. Hij ruilde deze club op zijn veertiende in voor de voetbalacademie van KRC Genk. In Genk verbleef de jonge puber eerst een jaar in een pension en daarna in een gastgezin, waar hij mentaal een uiterst moeilijke periode doormaakte. Na een seizoen was hij niet langer welkom in het gastgezin, dat hem te introvert, asociaal en eigengereid vond. Noodgedwongen verhuisde de zestienjarige De Bruyne naar een ander pension, eentje voor moeilijkere kinderen. Hij herpakte zich en nam sportieve revanche door harder te trainen en tijdens een invalbeurt bij de tweede ploeg vijfmaal in één speelhelft een doelpunt te maken. De nare ervaring met het gastgezin gold naar eigen zeggen als een levensles voor zijn carrière.

### KRC Genk
Na een geslaagd seizoen bij het beloftenteam onder leiding van trainer Domenico Olivieri kreeg en greep Kevin De Bruyne op het einde van het seizoen 2008/09 de kans om zich te bewijzen in het eerste elftal van KRC Genk. De Bruyne debuteerde op het hoogste niveau van de Belgische competitie op 9 mei 2009 toen interim-trainer Pierre Denier hem als 17-jarige belofte liet invallen op het veld van Sporting Charleroi (in een wedstrijd die KRC verloor met 3-0).
Europees debuteerde hij in de voorrondes van de eerste editie van de Europa League. Genk speelde tegen Lille OSC en werd uitgeschakeld. De Bruyne mocht in beide wedstrijden invallen. Zijn eerste doelpunt in de Jupiler Pro League maakte hij tijdens de topper tegen Standard Luik. In totaal speelde De Bruyne in seizoen 2009/10 39 officiële duels voor de club en maakte hij daarin drie doelpunten.
Voor het seizoen 2010/11 stond De Bruyne in de belangstelling van diverse clubs zoals de Nederlandse landskampioen FC Twente. De club slaagde erin de speler te behouden voor de club, waar hij ondertussen ook zijn eerste Europese treffer scoorde. In oktober 2010 werd klierkoorts bij de middenvelder geconstateerd, waardoor hij enige tijd uit de roulatie was. Uiteindelijk maakte De Bruyne tijdens het seizoen nog zijn rentree in de ploeg en werd met KRC Genk kampioen.
In het seizoen 2011/12 speelde De Bruyne 28 wedstrijden en scoorde daarin acht keer waaronder een hattrick op Club Brugge en gaf tien assists.

### Chelsea
Op 31 januari 2012 tekende De Bruyne een contract voor vijf jaar bij Chelsea. De Engelse club betaalde zo'n 9 miljoen euro voor zijn overgang en leende hem meteen terug uit aan Genk. De Bruyne zou bij Chelsea verenigd worden met landgenoten Thibaut Courtois, Romelu Lukaku, Eden Hazard en Thorgan Hazard ware het niet dat hij sinds augustus 2012 voor een seizoen zonder aankoopoptie uitgeleend werd aan het Duitse Werder Bremen.

#### Verhuurd aan Werder Bremen

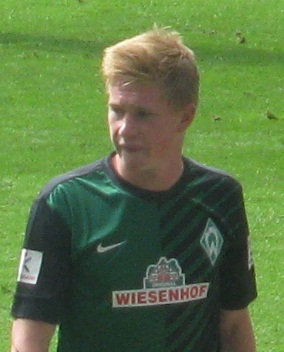
De Bruyne in 2012 bij Werder Bremen

De Bruyne speelde gedurende het seizoen 2012-2013 voor het Duitse Werder Bremen. Hij groeide uit tot een vaste waarde en speelde het grootste deel van de wedstrijden. Enkel op het einde van het seizoen moest hij enkele wedstrijden missen vanwege zijn blessure. Toch belette hem dit niet om in de laatste wedstrijden nog een paar keer te scoren en zo Werder te helpen bij het voorkomen van degradatie.

#### Terugkeer naar Chelsea
Tijdens de openingsmatch van Chelsea in het seizoen 2013/14 op 18 augustus tegen Hull City gaf De Bruyne een assist aan Oscar. Hierop werd hij in zijn eerste officiële wedstrijd voor Chelsea verkozen tot man van de match. Na deze match verdween De Bruyne naar de bank. José Mourinho verklaarde dat De Bruyne zich niet kon aanpassen aan de speelstijl van Chelsea. De Bruyne kreeg in de eerste helft van het seizoen 2013-2014 geen speelkansen en hij raakte uit vorm. Dit was duidelijk te merken tijdens de wedstrijden bij de Rode Duivels, waar hij wel speelkansen kreeg. De bondscoach van de Rode Duivels, Marc Wilmots, wees zijn spelers erop dat ze zo veel mogelijk moesten spelen bij hun club. Aangezien dit voor De Bruyne niet het geval was, vroeg hij voor een uitleenbeurt of transfer tijdens de winterstop. Het werd een ware transfersoap, want er waren tal van ploegen die belangstelling toonden voor De Bruyne.

### VfL Wolfsburg
Op 18 januari 2014 tekende De Bruyne een contract tot 2019 bij VfL Wolfsburg. De Duitse club betaalde € 30 miljoen voor zijn overstap, op dat moment de duurste transfer in de geschiedenis van de club. Naar aanleiding van deze transfer diende De Bruyne in 2019 bij het parket een klacht in tegen zijn makelaar en "tweede vader" Patrick De Koster die, samen met diens zakenpartner Didier Frenay, een te hoog commissieloon (10 miljoen euro) zou hebben opgestreken. In augustus 2020 werd De Koster door de Brusselse onderzoeksrechter Claise aangehouden op verdenking van valsheid in geschrifte, het gebruik van valse stukken en witwaspraktijken. De Koster zelf beweert dat hem niks strafrechtelijk te verwijten valt en vraagt zich af waarom de klacht pas vijf jaar na de feiten werd ingediend.
Bij Wolfsburg werd De Bruyne herenigd met landgenoot Junior Malanda. Op 25 januari 2014 maakte hij als basisspeler zijn debuut tegen Hannover. Op 30 mei 2015 won Wolfsburg de Duitse beker. De Bruyne maakte het tweede doelpunt voor Wolfsburg in de finale: 1-3. In het seizoen 14-15 verbrak De Bruyne het assist record in de Bundesliga door 21 assists te geven.

### Manchester City

#### Seizoen 2015/2016

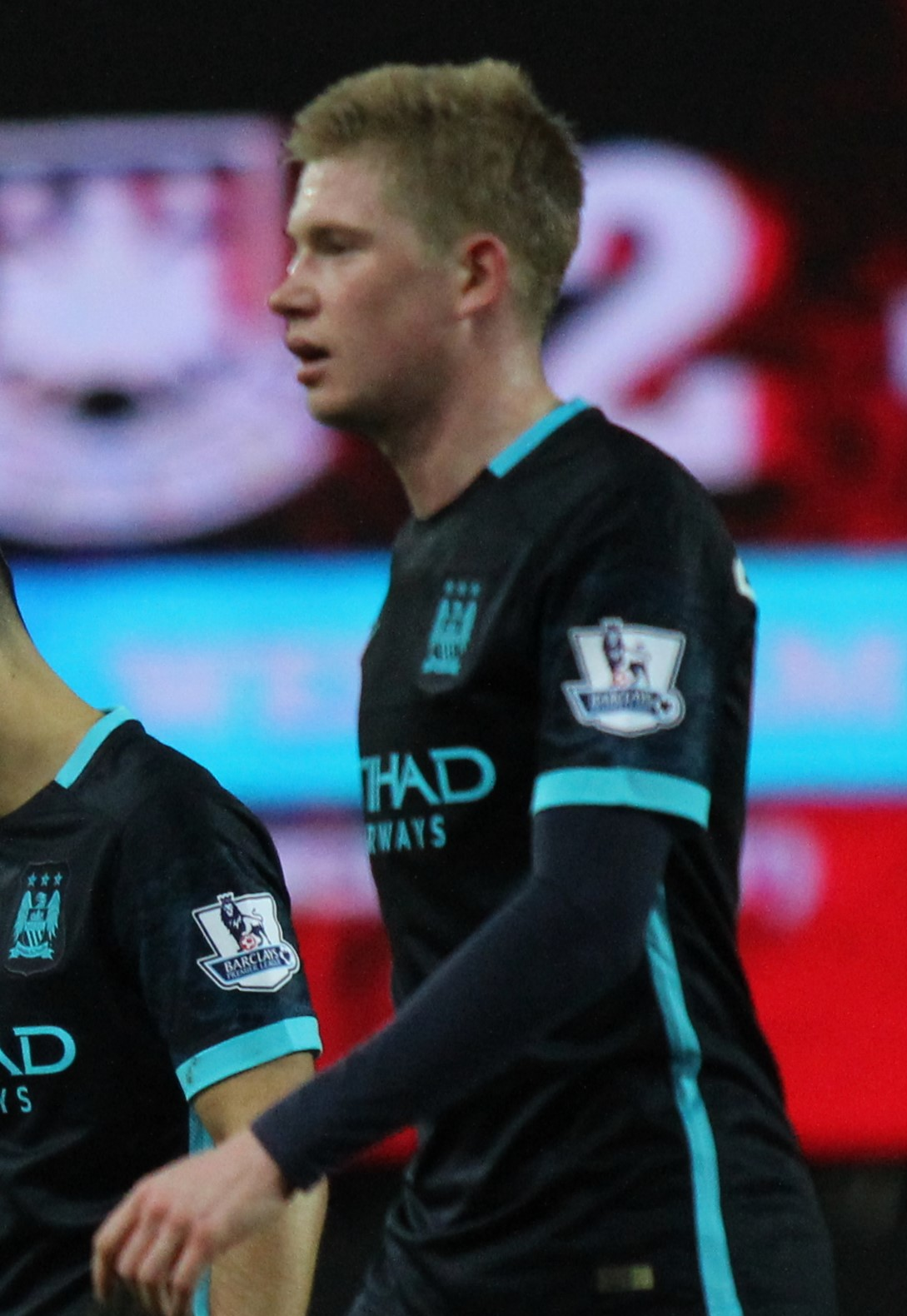
De Bruyne in januari 2016 bij Manchester City

De Bruyne tekende in augustus 2015 een contract tot medio 2021 bij Manchester City, de nummer twee van de Premier League in het voorgaande seizoen. Dat betaalde circa € 76 miljoen voor hem aan VfL Wolfsburg, dat daarbij nog tot maximaal € 6 miljoen aan eventuele bonussen in het vooruitzicht kreeg. De transfer maakte De Bruyne op dat moment de duurste Belgische voetballer ooit. Hij verbrak het record van Christian Benteke, die een maand eerder voor circa € 46.400.000 van Aston Villa naar Liverpool ging. Bij Manchester City kwam De Bruyne onder andere collega-Rode Duivel Vincent Kompany tegen. Hij maakte zijn debuut voor die club op 12 september tegen Crystal Palace. Hij verving Agüero in minuut 26. Op 15 september maakte de Bruyne ook zijn Europese debuut voor 'City', tegen Juventus. Een week later, in de door 'City' verloren wedstrijd tegen West Ham, scoorde hij bij zijn debuut in de basisploeg zijn eerste goal. Scoren deed hij de 3 wedstrijden daarna wederom. Op 20 oktober maakte de FIFA een lijst van 23 spelers bekend voor de Ballon d'Or. De Bruyne was 1 van die 23 spelers. Een dag na die onthulling was de Bruyne belangrijk voor zijn club in de Champions League tegen Sevilla door in blessuretijd het winnende doelpunt te scoren. Op 28 februari won Manchester City de League Cup zonder de Bruyne die er door een knieblessure voor 2 maanden uit. De Belg was echter wel belangrijk in die competitie met 5 doelpunten uit 5 wedstrijden. Bij zijn terugkeer van zijn blessure was hij opnieuw belangrijk door b.v. in de thuis- en uitwedstrijd tegen Paris Saint-Germain te scoren, waardoor Manchester City voor het eerst in haar historie de halve finale van de Champions League bereikte waar ze uitgeschakeld werden door Real Madrid. Manchester City eindigde in de Premier League op de 4e plaats wat betekende dat ze het seizoen daarop wederom in een Europese competitie gingen spelen. Over het hele seizoen speelde de Bruyne 41 wedstrijden waarin hij 16 keer doeltreffend was.

#### Seizoen 2016/2017
In het seizoen 2016/17 kreeg Manchester City en de Bruyne een nieuwe coach: Pep Guardiola. Onder hem stond de Bruyne de eerste zes wedstrijden in de basis, waaronder de Manchester Derby. In die wedstrijd scoorde hij zijn eerste Derby Goal. Er werd het hele seizoen bijna niks gewonnen maar in de Premier League eindigde City op de 3e plaats. In het seizoen 2016/17 speelde De Bruyne van alle spelers van Manchester City de meeste wedstrijden: 49. Zeven keer kwam hij tot scoren.

#### Seizoen 2017/2018
Het seizoen 2017/18 begon niet slecht voor Manchester City met 4 wedstrijden ongeslagen, waarvan de vierde een 5-0 winst op Liverpool was, waar de Bruyne 2 assists leverde. Manchester City was ook nog ongeslagen toen ze in speelronde 7 op bezoek kwamen bij Chelsea, toen huidig kampioen. De Bruyne zorgde voor de winst van City door het enige doelpunt van de wedstrijd te scoren. Op 13 december 2017 brak Manchester City een record door hun 15e wedstrijd achter elkaar in de Premier League te winnen door een 4-0 uitoverwinning te boeken op Swansea City. De Bruyne hielp daarbij door de 2-0 te scoren. Op 22 januari 2018 tekende de middenvelder een nieuw contract bij 'The Citizens' tot 2023. Op 25 februari won Manchester City haar eerste prijs sinds de aanstelling van Pep Guardiola: de League Cup. In de 3-0 winst op Arsenal speelde de Bruyne de hele wedstrijd. Manchester City won op 14 april (een week na de eventuele kampioenswedstrijd, de Manchester Derby, verloren werd) van Tottenham Hotspur. Doordat Manchester United een dag later verloor van West Brom, was Manchester City, met De Bruyne, Engels kampioen. Op de laatste speeldag won Manchester City in de slotfase met 1-0 van Southampton door een assist van De Bruyne. Dit zorgde voor de maximale 100 punten, iets wat geen andere Premier-League-club ooit gedaan had. Opnieuw speelde de Belg de meest wedstrijden van alle City-spelers dat seizoen. Dit keer waren dat 52 wedstrijden en vond hij 12 keer het net. Ook had de Bruyne 16 assists achter zijn naam, de meeste van de Premier League dat seizoen. Voor zijn assists kreeg hij de 'Premier League Playmaker of the Year'. Ook zat hij in de 'PFA Team of the Year' en won hij de prijs voor beste speler van het seizoen bij Manchester City.

#### Seizoen 2018/2019
Op 15 augustus 2018, na slechts één speelronde, liep De Bruyne een knieblessure op waardoor hij er twee maanden uit lag. Manchester City won daarvoor al de Community Shield tegen Chelsea, maar dat deden ze zonder de Bruyne die nog rust kreeg na het WK. Om dezelfde reden startte de Bruyne niet in de basis tegen Arsenal. 2 weken na de terugkeer van de Bruyne werd hij opnieuw geplaagd door een blessure. In die twee wedstrijden tussen die blessures gaf hij wel een assist tegen Shakhtar Donetsk in de Champions League. Op 15 december 2018 vierde hij zijn terugkeer in het competitieduel tegen Everton.

#### Seizoen 2021/2022
Op 11 mei 2022 scoorde De Bruyne in de eerste helft een hattrick op het veld van Wolverhampton Wanders en scoorde een vierde keer in tweede helft.

#### Seizoen 2022/2023
De Bruyne werd met Manchester City voor het derde opeenvolgende jaar kampioen van Engeland in de Premier League en won voor de eerste keer de Champions League na een met 1-0 gewonnen finale tegen het Italiaanse Internazionale.

#### Seizoen 2023/2024
In de Premier League seizoensopener tegen Burnley in augustus 2023 geraakte De Bruyne zwaar gekwetst aan de adductoren waarmee hij al eerder sukkelde. Hij werd geopereerd in Antwerpen en was enkele maanden buiten strijd. Op 25 april 2024 maakte De Bruyne tegen Brighton zijn eerste kopbaldoelpunt in de Premier League. Het was zijn 68ste doelpunt in 255 Premier League-wedstrijden.

#### Seizoen 2024/2025
Op 4 april 2025 kondigde De Bruyne aan dat hij Manchester City zou verlaten na het aflopen van zijn contract aan het einde van het seizoen 2024/2025. Op 17 mei kon De Bruyne zijn 20ste en laatste trofee met Manchester City winnen, maar de FA Cup Final werd met 0-1 verloren tegen Crystal Palace. In zijn laatste thuiswedstrijd drie dagen later werd "King Kev" uitvoerig geëerd. In totaal speelde De Bruyne 422 wedstrijden voor Manchester City, waarmee hij de achtste plek bezet op de lijst van spelers met meeste wedstrijden, achter onder meer David Silva. Hij gaf 177 assists voor Manchester City, meer dan ieder andere speler. Ook scoorde hij 108 goals, waarmee hij zevende staat achter onder meer all-time topscorer Sergio Agüero, Raheem Sterling en Erling Haaland. In de geschiedenis van de Premier League gaf alleen Ryan Giggs (162) meer assists dan De Bruyne (119).

### Napoli
De Bruyne tekende in de zomer van 2025 transfervrij bij Napoli, waar hij een contract kreeg aangeboden voor twee seizoenen. 

## Clubstatistieken
| Seizoen | Club            | Competitie     | Competitie | Competitie | Competitie | Beker | Beker | Beker | Europa | Europa | Europa | Totaal | Totaal | Totaal |
| Seizoen | Club            | Competitie     | Wed.       | Dlp.       | Ass.       | Wed.  | Dlp.  | Ass.  | Wed.   | Dlp.   | Ass.   | Wed.   | Dlp.   | Ass.   |
| ------- | --------------- | -------------- | ---------- | ---------- | ---------- | ----- | ----- | ----- | ------ | ------ | ------ | ------ | ------ | ------ |
| 2008/09 | KRC Genk        | Eerste klasse  | 2          | 0          | 0          | 0     | 0     | 0     | —      | —      | —      | 2      | 0      | 0      |
| 2009/10 | KRC Genk        | Eerste klasse  | 35         | 3          | 4          | 3     | 0     | 0     | 2      | 0      | 0      | 40     | 3      | 4      |
| 2010/11 | KRC Genk        | Eerste klasse  | 32         | 5          | 16         | 0     | 0     | 0     | 3      | 1      | 1      | 35     | 6      | 17     |
| 2011/12 | KRC Genk        | Eerste klasse  | 28         | 8          | 14         | 2     | 0     | 0     | 6      | 0      | 1      | 36     | 8      | 15     |
| 2012/13 | → Werder Bremen | Bundesliga     | 33         | 10         | 9          | 1     | 0     | 1     | —      | —      | —      | 34     | 10     | 10     |
| 2013/14 | Chelsea         | Premier League | 3          | 0          | 1          | 3     | 0     | 0     | 3      | 0      | 0      | 9      | 0      | 1      |
| 2013/14 | VfL Wolfsburg   | Bundesliga     | 16         | 3          | 10         | 2     | 0     | 0     | —      | —      | —      | 18     | 3      | 10     |
| 2014/15 | VfL Wolfsburg   | Bundesliga     | 34         | 10         | 21         | 6     | 1     | 2     | 11     | 5      | 5      | 51     | 16     | 28     |
| 2015/16 | VfL Wolfsburg   | Bundesliga     | 2          | 0          | 0          | 2     | 1     | 2     | 0      | 0      | 0      | 4      | 1      | 2      |
| 2015/16 | Manchester City | Premier League | 25         | 7          | 9          | 6     | 6     | 4     | 10     | 3      | 0      | 41     | 21     | 19     |
| 2016/17 | Manchester City | Premier League | 36         | 6          | 19         | 6     | 0     | 0     | 7      | 1      | 2      | 49     | 7      | 23     |
| 2017/18 | Manchester City | Premier League | 37         | 8          | 16         | 7     | 3     | 1     | 8      | 1      | 4      | 52     | 13     | 26     |
| 2018/19 | Manchester City | Premier League | 19         | 2          | 2          | 9     | 4     | 5     | 4      | 0      | 4      | 32     | 8      | 11     |
| 2019/20 | Manchester City | Premier League | 35         | 13         | 20         | 6     | 1     | 1     | 7      | 2      | 2      | 48     | 19     | 29     |
| 2020/21 | Manchester City | Premier League | 25         | 6          | 12         | 7     | 1     | 2     | 7      | 3      | 4      | 39     | 13     | 23     |
| 2021/22 | Manchester City | Premier League | 30         | 15         | 8          | 5     | 2     | 3     | 10     | 2      | 3      | 44     | 20     | 18     |
| 2022/23 | Manchester City | Premier League | 32         | 7          | 18         | 7     | 1     | 6     | 10     | 2      | 7      | 49     | 10     | 31     |
| 2023/24 | Manchester City | Premier League | 18         | 4          | 10         | 6     | 0     | 6     | 2      | 2      | 2      | 26     | 6      | 18     |
| 2024/25 | Manchester City | Premier League | 20         | 2          | 6          | 4     | 2     | 1     | 7      | 0      | 0      | 31     | 4      | 7      |
| 2025/26 | Napoli          | Serie A        | 0          | 0          | 0          | 0     | 0     | 0     | 0      | 0      | 0      | 0      | 0      | 0      |
| TOTAAL  | TOTAAL          | TOTAAL         | 462        | 109        | 195        | 82    | 22    | 34    | 97     | 22     | 35     | 640    | 168    | 292    |

Laatst bijgewerkt op 12 juni 2025.

## Nationale ploeg

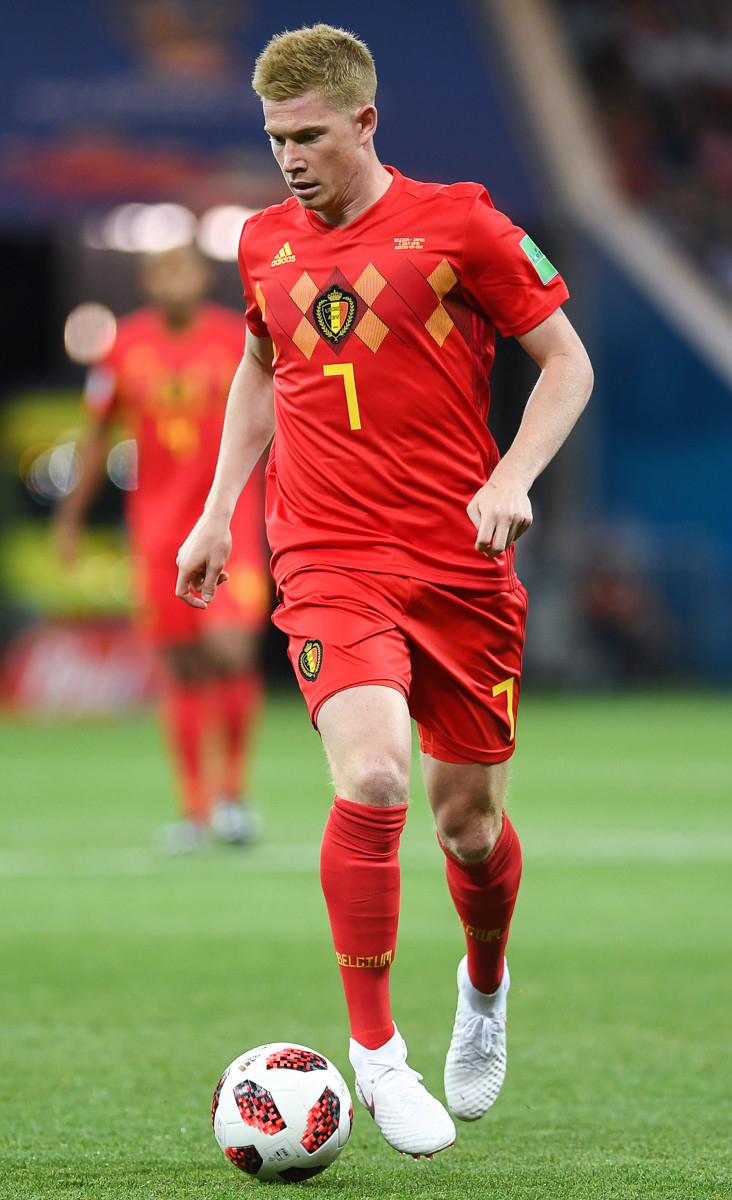
De Bruyne tijdens de wedstrijd Brazilië-België op het WK 2018

Op 11 augustus 2010 maakte De Bruyne zijn debuut bij de Rode Duivels. In een oefeninterland tegen Finland mocht hij van bondscoach Georges Leekens in de basis starten. Tijdens de rust werd hij vervangen door Steven Defour. Op 12 oktober 2012 was hij in de met 0-3 gewonnen uitwedstrijd tegen Servië, man van de match en volgens de FIFA ook man van speeldag drie. Hij gaf de assist voor het openingsdoelpunt aan Christian Benteke en tekende met zijn eerste doelpunt voor de tussentijdse 0-2. Na deze prestatie was hij niet meer weg te denken uit de basiself. Enkele dagen later zorgde hij mede door een assist voor Benteke voor de openingstreffer tegen Schotland. Uiteindelijk werd het in deze wedstrijd 2-0. Enkele maanden later speelde hij ook mee tegen Macedonië. In de moeilijke wedstrijd voor de Duivels opende hij de score. De wedstrijd eindigde nog op 0-2.
Op het WK in 2014 maakte hij bij de Rode Duivels een goal op aangeven van Romelu Lukaku die zijn verdediger achter zich liet en daarna een pas gaf naar De Bruyne. Hij schoot de bal voorbij de Amerikaanse doelman Tim Howard. Dankzij de doelpunten van De Bruyne en Lukaku gingen de Rode Duivels naar de kwartfinales. Op 5 juli werden de Rode Duivels uitgeschakeld door de Argentijnse nationale ploeg na een doelpunt van Gonzalo Higuaín.
De jaren daarop bleef De Bruyne de metronoom op het middenveld van de Rode Duivels. Hij nam deel aan het EK 2016, WK 2018, EK 2020, de Nations League 2021-eindronde en WK 2022. Het WK 2018 was een hoogtepunt met een derde plaats als eindresultaat. In de achtste finale tegen Japan zorgde hij in de laatste minuten voor het winnende doelpunt door een scherpe counter op te zetten, dat werd afgerond door Nacer Chadli. In de kwartfinale tegen Brazilië scoorde hij de 2-0 met een strak schot van buiten het strafschopgebied. Na het afzwaaien van Eden Hazard in 2022 werd De Bruyne onder bondscoach Domenico Tedesco de vaste kapitein. Eind mei 2024 werd hij opgenomen in de selectie voor het EK 2024 in Duitsland. Op 5 juni 2024 trad De Bruyne in een vriendschappelijke interland tegen Montenegro toe tot een select clubje Rode Duivels die minstens 100 caps hebben. De jubilaris fleurde die mijlpaal op met zijn 27e interlandgoal in de laatste minuten van de eerste helft.

## Interlands
| Interlands van Kevin De Bruyne voor België | Interlands van Kevin De Bruyne voor België | Interlands van Kevin De Bruyne voor België | Interlands van Kevin De Bruyne voor België | Interlands van Kevin De Bruyne voor België | Interlands van Kevin De Bruyne voor België |
| Nr.                                        | Datum                                      | Wedstrijd                                  | Uitslag                                    | Soort wedstrijd                            | Doelpunten                                 |
| Als speler bij KRC Genk                    | Als speler bij KRC Genk                    | Als speler bij KRC Genk                    | Als speler bij KRC Genk                    | Als speler bij KRC Genk                    | Als speler bij KRC Genk                    |
| ------------------------------------------ | ------------------------------------------ | ------------------------------------------ | ------------------------------------------ | ------------------------------------------ | ------------------------------------------ |
| 1.                                         | 11 augustus 2010                           | Finland – België                           | 1 – 0                                      | Vriendschappelijk                          | -                                          |
| 2.                                         | 11 november 2011                           | België – Roemenië                          | 2 – 1                                      | Vriendschappelijk                          | -                                          |
| Als speler bij Werder Bremen               |                                            |                                            |                                            |                                            |                                            |
| 3.                                         | 15 augustus 2012                           | België – Nederland                         | 4 – 2                                      | Vriendschappelijk                          | -                                          |
| 4.                                         | 7 september 2012                           | Wales – België                             | 0 – 2                                      | Kwalificatie WK 2014                       | -                                          |
| 5.                                         | 11 september 2012                          | België – Kroatië                           | 1 – 1                                      | Kwalificatie WK 2014                       | -                                          |
| 6.                                         | 12 oktober 2012                            | Servië – België                            | 0 – 3                                      | Kwalificatie WK 2014                       | 68'                                        |
| 7.                                         | 16 oktober 2012                            | België – Schotland                         | 2 – 0                                      | Kwalificatie WK 2014                       | -                                          |
| 8.                                         | 14 november 2012                           | Roemenië – België                          | 2 – 1                                      | Vriendschappelijk                          | -                                          |
| 9.                                         | 6 februari 2013                            | België – Slowakije                         | 2 – 1                                      | Vriendschappelijk                          | -                                          |
| 10.                                        | 22 maart 2013                              | Macedonië – België                         | 0 – 2                                      | Kwalificatie WK 2014                       | 26'                                        |
| 11.                                        | 26 maart 2013                              | België – Macedonië                         | 1 – 0                                      | Vriendschappelijk                          | -                                          |
| 12.                                        | 29 mei 2013                                | Verenigde Staten – België                  | 2 – 4                                      | Vriendschappelijk                          | -                                          |
| 13.                                        | 7 juni 2013                                | België – Servië                            | 2 – 1                                      | Kwalificatie WK 2014                       | 13'                                        |
| Als speler bij Chelsea                     |                                            |                                            |                                            |                                            |                                            |
| 14.                                        | 14 augustus 2013                           | België – Frankrijk                         | 0 – 0                                      | Vriendschappelijk                          | -                                          |
| 15.                                        | 6 september 2013                           | Schotland – België                         | 0 – 2                                      | Kwalificatie WK 2014                       | -                                          |
| 16.                                        | 11 oktober 2013                            | Kroatië – België                           | 1 – 2                                      | Kwalificatie WK 2014                       | -                                          |
| 17.                                        | 15 oktober 2013                            | België – Wales                             | 1 – 1                                      | Kwalificatie WK 2014                       | 64'                                        |
| 18.                                        | 14 november 2013                           | België – Colombia                          | 0 – 2                                      | Vriendschappelijk                          | -                                          |
| 19.                                        | 19 november 2013                           | België – Japan                             | 2 – 3                                      | Vriendschappelijk                          | -                                          |
| Als speler bij VfL Wolfsburg               |                                            |                                            |                                            |                                            |                                            |
| 20.                                        | 5 maart 2014                               | België – Ivoorkust                         | 2 – 2                                      | Vriendschappelijk                          | -                                          |
| 21.                                        | 26 mei 2014                                | België – Luxemburg                         | 5 – 1                                      | Vriendschappelijk                          | 90+1' (pen.)                               |
| 22.                                        | 1 juni 2014                                | Zweden – België                            | 0 – 2                                      | Vriendschappelijk                          | -                                          |
| 23.                                        | 17 juni 2014                               | België – Algerije                          | 2 – 1                                      | WK 2014 groepsfase                         | -                                          |
| 24.                                        | 22 juni 2014                               | België – Rusland                           | 1 – 0                                      | WK 2014 groepsfase                         | -                                          |
| 25.                                        | 1 juli 2014                                | België – Verenigde Staten                  | 2 – 1                                      | WK 2014 Achtste Finale                     | 93'                                        |
| 26.                                        | 5 juli 2014                                | Argentinië – België                        | 1 – 0                                      | WK 2014 Kwartfinale                        | -                                          |
| 27.                                        | 4 september 2014                           | België – Australië                         | 2 – 0                                      | Vriendschappelijk                          | -                                          |
| 28.                                        | 10 oktober 2014                            | België – Andorra                           | 6 – 0                                      | Kwalificatie EK 2016                       | 31' (pen.) 34'                             |
| 29.                                        | 13 oktober 2014                            | Bosnië en Herzegovina – België             | 1 – 1                                      | Kwalificatie EK 2016                       | -                                          |
| 30.                                        | 16 november 2014                           | België – Wales                             | 0 – 0                                      | Kwalificatie EK 2016                       | -                                          |
| 31.                                        | 28 maart 2015                              | België – Cyprus                            | 5 – 0                                      | Kwalificatie EK 2016                       | -                                          |
| 32.                                        | 31 maart 2015                              | Israël – België                            | 0 – 1                                      | Kwalificatie EK 2016                       | -                                          |
| 33.                                        | 12 juni 2015                               | Wales – België                             | 1 – 0                                      | Kwalificatie EK 2016                       | -                                          |
| Als speler bij Manchester City             |                                            |                                            |                                            |                                            |                                            |
| 34.                                        | 3 september 2015                           | België – Bosnië en Herzegovina             | 3 – 1                                      | Kwalificatie EK 2016                       | 44'                                        |
| 35.                                        | 6 september 2015                           | Cyprus – België                            | 0 – 1                                      | Kwalificatie EK 2016                       | -                                          |
| 36.                                        | 10 oktober 2015                            | Andorra – België                           | 1 – 4                                      | Kwalificatie EK 2016                       | 42'                                        |
| 37.                                        | 13 oktober 2015                            | België – IJsland                           | 3 – 1                                      | Kwalificatie EK 2016                       | 74'                                        |
| 38.                                        | 13 november 2015                           | België – Italië                            | 3 – 1                                      | Vriendschappelijk                          | 83'                                        |
| 39.                                        | 28 mei 2016                                | Zwitserland – België                       | 1 – 2                                      | Vriendschappelijk                          | 83'                                        |
| 40.                                        | 1 juni 2016                                | België – Finland                           | 1 – 1                                      | Vriendschappelijk                          | -                                          |
| 41.                                        | 5 juni 2016                                | België – Noorwegen                         | 3 – 2                                      | Vriendschappelijk                          | -                                          |
| 42.                                        | 13 juni 2016                               | België – Italië                            | 0 – 2                                      | Groepsfase EK 2016                         | -                                          |
| 43.                                        | 18 juni 2016                               | België – Ierland                           | 3 – 0                                      | Groepsfase EK 2016                         | -                                          |
| 44.                                        | 22 juni 2016                               | Zweden – België                            | 0 – 1                                      | Groepsfase EK 2016                         | -                                          |
| 45.                                        | 26 juni 2016                               | Hongarije – België                         | 0 – 4                                      | 1/16 finales EK 2016                       | -                                          |
| 46.                                        | 1 juli 2016                                | Wales – België                             | 3 – 1                                      | Kwartfinale EK 2016                        | -                                          |
| 47.                                        | 1 september 2016                           | België – Spanje                            | 0 – 2                                      | Vriendschappelijk                          | -                                          |
| 48.                                        | 6 september 2016                           | Cyprus – België                            | 0 – 3                                      | Kwalificatie WK 2018                       | -                                          |
| 49.                                        | 9 november 2016                            | Nederland – België                         | 1 – 1                                      | Vriendschappelijk                          | -                                          |
| 50.                                        | 13 november 2016                           | België – Estland                           | 8 – 1                                      | Kwalificatie WK 2018                       | -                                          |
| 51.                                        | 5 juni 2017                                | België – Tsjechië                          | 2 – 1                                      | Vriendschappelijk                          | -                                          |
| 52.                                        | 9 juni 2017                                | Estland – België                           | 0 – 2                                      | Kwalificatie WK 2018                       | -                                          |
| 53.                                        | 31 augustus 2017                           | België – Gibraltar                         | 9 – 0                                      | Kwalificatie WK 2018                       | -                                          |
| 54.                                        | 3 september 2017                           | Griekenland – België                       | 1 – 2                                      | Kwalificatie WK 2018                       | -                                          |
| 55.                                        | 7 oktober 2017                             | Bosnië en Herzegovina – België             | 3 – 4                                      | Kwalificatie WK 2018                       | -                                          |
| 56.                                        | 10 oktober 2017                            | België – Cyprus                            | 4 – 0                                      | Kwalificatie WK 2018                       | -                                          |
| 57.                                        | 10 november 2017                           | België – Mexico                            | 3 – 3                                      | Vriendschappelijk                          | -                                          |
| 58.                                        | 14 november 2017                           | België – Japan                             | 1 – 0                                      | Vriendschappelijk                          | -                                          |
| 59.                                        | 27 maart 2018                              | België – Saoedi-Arabië                     | 4 – 0                                      | Vriendschappelijk                          | 78'                                        |
| 60.                                        | 2 juni 2018                                | België – Portugal                          | 0 – 0                                      | Vriendschappelijk                          | -                                          |
| 61.                                        | 6 juni 2018                                | België – Egypte                            | 3 – 0                                      | Vriendschappelijk                          | -                                          |
| 62.                                        | 11 juni 2018                               | België – Costa Rica                        | 4 – 1                                      | Vriendschappelijk                          | -                                          |
| 63.                                        | 18 juni 2018                               | België – Panama                            | 3 – 0                                      | WK 2018 groepsfase                         | -                                          |
| 64.                                        | 23 juni 2018                               | België – Tunesië                           | 5 – 2                                      | WK 2018 groepsfase                         | -                                          |
| 65.                                        | 2 juli 2018                                | België – Japan                             | 3 – 2                                      | WK 2018 achtste finale                     | -                                          |
| 66.                                        | 6 juli 2018                                | Brazilië – België                          | 1 – 2                                      | WK 2018 kwartfinale                        | 31'                                        |
| 67.                                        | 10 juli 2018                               | Frankrijk – België                         | 1 – 0                                      | WK 2018 halve finale                       | -                                          |
| 68.                                        | 14 juli 2018                               | België – Engeland                          | 2 – 0                                      | WK 2018 troostfinale                       | -                                          |
| 69.                                        | 8 juni 2019                                | België – Kazachstan                        | 3 – 0                                      | EK Kwalificatie 2020                       | -                                          |
| 70.                                        | 11 juni 2019                               | België – Schotland                         | 3 – 0                                      | EK Kwalificatie 2020                       | 90+2'                                      |
| 71.                                        | 6 september 2019                           | San Marino – België                        | 0 – 4                                      | EK Kwalificatie 2020                       | -                                          |
| 72.                                        | 9 september 2019                           | Schotland – België                         | 0 – 4                                      | EK Kwalificatie 2020                       | 82'                                        |
| 73.                                        | 16 november 2019                           | Rusland – België                           | 1 – 4                                      | EK Kwalificatie 2020                       | -                                          |
| 74.                                        | 19 november 2019                           | België – Cyprus                            | 6 – 1                                      | EK Kwalificatie 2020                       | 36' 41'                                    |
| 75.                                        | 5 september 2020                           | Denemarken – België                        | 0 – 2                                      | UEFA Nations League 2020/21                | -                                          |
| 76.                                        | 11 oktober 2020                            | Engeland - België                          | 2 - 1                                      | UEFA Nations League 2020/21                | -                                          |
| 77.                                        | 15 november 2020                           | België – Engeland                          | 2 – 0                                      | UEFA Nations League 2020/21                | -                                          |
| 78.                                        | 18 november 2020                           | België – Denemarken                        | 4 – 2                                      | UEFA Nations League 2020/21                | 87'                                        |
| 79.                                        | 24 maart 2021                              | België – Wales                             | 3 – 1                                      | Kwalificatie WK 2022                       | 22'                                        |
| 80.                                        | 27 maart 2021                              | Tsjechië – België                          | 1 – 1                                      | Kwalificatie WK 2022                       | -                                          |
| 81.                                        | 17 juni 2021                               | Denemarken - België                        | 1 – 2                                      | EK 2020 groepsfase                         | 70'                                        |
| 82.                                        | 21 juni 2021                               | Finland - België                           | 0 – 2                                      | EK 2020 groepsfase                         | -                                          |
| 83.                                        | 27 juni 2021                               | België - Portugal                          | 1 – 0                                      | EK 2020 achtste finale                     | -                                          |
| 84.                                        | 2 juli 2021                                | België - Italië                            | 1 – 2                                      | EK 2020 kwartfinale                        | -                                          |
| 85.                                        | 7 oktober 2021                             | België – Frankrijk                         | 2 – 3                                      | UEFA Nations League 2020/21 halve finale   | -                                          |
| 86.                                        | 10 oktober 2021                            | Italië – België                            | 2 – 1                                      | UEFA Nations League 2020/21 troostfinale   | -                                          |
| 87.                                        | 13 november 2021                           | België - Estland                           | 3 – 1                                      | Kwalificatie WK 2022                       | -                                          |
| 88.                                        | 16 november 2021                           | Wales - België                             | 1 – 1                                      | Kwalificatie WK 2022                       | 12'                                        |
| 89.                                        | 3 juni 2022                                | België – Nederland                         | 1 – 4                                      | UEFA Nations League 2022/23                | -                                          |
| 90.                                        | 8 juni 2022                                | België – Polen                             | 6 – 1                                      | UEFA Nations League 2022/23                | 59'                                        |
| 91.                                        | 11 juni 2022                               | Wales - België                             | 1 – 1                                      | UEFA Nations League 2022/23                | -                                          |
| 92.                                        | 22 september 2022                          | België – Wales                             | 2 – 1                                      | UEFA Nations League 2022/23                | 10'                                        |
| 93.                                        | 25 september 2022                          | Nederland – België                         | 1 – 0                                      | UEFA Nations League 2022/23                | -                                          |
| 94.                                        | 18 november 2022                           | België – Egypte                            | 1 – 2                                      | Vriendschappelijk                          | -                                          |
| 95.                                        | 23 november 2022                           | België – Canada                            | 1 – 0                                      | WK 2022 groepsfase                         | -                                          |
| 96.                                        | 27 november 2022                           | België – Marokko                           | 0 – 2                                      | WK 2022 groepsfase                         | -                                          |
| 97.                                        | 1 december 2022                            | Kroatië – België                           | 0 – 0                                      | WK 2022 groepsfase                         | -                                          |
| 98.                                        | 24 maart 2023                              | Zweden – België                            | 0 – 3                                      | Kwalificatie EK 2024                       | -                                          |
| 99.                                        | 28 maart 2023                              | Duitsland – België                         | 2 – 3                                      | Vriendschappelijk                          | 78'                                        |
| 100.                                       | 5 juni 2024                                | België – Montenegro                        | 2 – 0                                      | Vriendschappelijk                          | 44'                                        |
| 101.                                       | 8 juni 2024                                | België – Luxemburg                         | 3 – 0                                      | Vriendschappelijk                          | -                                          |
| 102.                                       | 17 juni 2024                               | België – Slowakije                         | 0 – 1                                      | EK 2024 groepsfase                         | -                                          |
| 103.                                       | 22 juni 2024                               | België – Roemenië                          | 2 – 0                                      | EK 2024 groepsfase                         | 80'                                        |
| 104.                                       | 26 juni 2024                               | Oekraïne – België                          | 0 – 0                                      | EK 2024 groepsfase                         | -                                          |
| 105.                                       | 1 juli 2024                                | Frankrijk – België                         | 1 – 0                                      | EK 2024 achtste finale                     | -                                          |
| 106.                                       | 6 september 2024                           | België – Israël                            | 3 – 1                                      | UEFA Nations League 2024/25                | 21' 52' (pen.)                             |
| 107.                                       | 9 september 2024                           | Frankrijk – België                         | 2 – 0                                      | UEFA Nations League 2024/25                | -                                          |
| 108.                                       | 20 maart 2025                              | Oekraïne – België                          | 3 – 1                                      | UEFA Nations League 2024/25 barrages       | -                                          |
| 109.                                       | 23 maart 2025                              | België – Oekraïne                          | 3 – 0                                      | UEFA Nations League 2024/25 barrages       | -                                          |
| 110.                                       | 6 juni 2025                                | Noord-Macedonië - België                   | 1 – 1                                      | Kwalificatie WK 2026                       | -                                          |
| 111.                                       | 9 juni 2025                                | België – Wales                             | 4 – 3                                      | Kwalificatie WK 2026                       | 88'                                        |
| Totaal                                     | Totaal                                     | Totaal                                     | Totaal                                     | Totaal                                     | 31                                         |

Bijgewerkt t/m 9 juni 2025.

## Erelijst
| Competitie                  |          |                                                      |          |          |
| Competitie                  | Aantal   | Jaren                                                |          |          |
| KRC Genk                    | KRC Genk | KRC Genk                                             | KRC Genk | KRC Genk |
| --------------------------- | -------- | ---------------------------------------------------- | -------- | -------- |
| Eerste klasse A             | 1×       | 2010/11                                              |          |          |
| Beker van België            | 1×       | 2008/09                                              |          |          |
| Belgische supercup          | 1×       | 2011                                                 |          |          |
| VFL Wolfsburg               |          |                                                      |          |          |
| DFB Pokal                   | 1×       | 2014/15                                              |          |          |
| DFL-Supercup                | 1×       | 2015                                                 |          |          |
| Manchester City             |          |                                                      |          |          |
| FIFA Club World Cup         | 1×       | 2023                                                 |          |          |
| UEFA Champions League       | 1×       | 2022/23                                              |          |          |
| UEFA Super Cup              | 1×       | 2023                                                 |          |          |
| Premier League              | 6×       | 2017/18, 2018/19, 2020/21, 2021/22, 2022/23, 2023/24 |          |          |
| FA Cup                      | 2×       | 2018/19, 2022/23                                     |          |          |
| Football League Cup/EFL Cup | 5×       | 2015/16, 2017/18, 2018/19, 2019/20, 2020/21          |          |          |
| FA Community Shield         | 3×       | 2018, 2019, 2024                                     |          |          |

| Competitie                  | Winnaar | Winnaar | Runner-up | Runner-up | Derde  | Derde  |
| Competitie                  | Aantal  | Jaren   | Aantal    | Jaren     | Aantal | Jaren  |
| België                      | België  | België  | België    | België    | België | België |
| --------------------------- | ------- | ------- | --------- | --------- | ------ | ------ |
| Wereldkampioenschap voetbal |         |         |           |           | 1x     | 2018   |

Individueel
- Bundesliga beste jongere van het jaar: 2012/13[25]
- Bundesliga Goal van de maand: Oktober 2014[26]
- Bundesliga Speler van het jaar: 2014/15[27]
- Bundesliga Team van het jaar: 2014/15[28]
- Bundesliga Speler met meeste assists: 2014/15[29]
- UEFA Europa League Team van het seizoen:  2014/15[30]
- Duits voetballer van het jaar: 2015[31]
- Belgisch sportman van het jaar: 2015[32]
- Beste Belg in het buitenland: 2015, 2016, 2022, 2023[33]
- France Football Wereldelftal van het jaar: 2015[34]
- Manchester City speler van het seizoen: 2015/16, 2017/18, 2019/20, 2021/22[35]
- UEFA team van het jaar: 2017, 2019, 2020[36]
- UEFA Champions League team van het seizoen: 2017/18, 2018/19, 2019/20, 2020/21, 2021/22, 2022/23[37]
- ESM team van het jaar: 2017/18, 2019/20, 2020/21, 2021/22, 2022/23[38]
- PFA Premier League team van het seizoen: 2017/18, 2019/20, 2020/21, 2021/22, 2022/23[39]
- Premier League spelverdeler van het seizoen: 2017/18, 2019/20, 2022/23[40]
- IFFHS Wereldelftal van het jaar: 2017, 2019, 2020, 2021, 2022, 2023[41]
- FIFA World Cup Dream Team: 2018[42]
- Manchester City goal van het seizoen: 2019/20[43]
- Premier League goal van de maand: November 2019, Juli 2020
- PFA Speler van het Jaar: 2019/20[44], 2020/21[45]
- Premier League speler van het seizoen: 2019/20, 2021/22
- UEFA Champions League Middenvelder van het Jaar: 2019/20[46]
- FIFPro Wereldelftal: 2020, 2021, 2022, 2023
- IFFHS Beste spelverdeler van het jaar: 2020, 2021, 2023[47]
- IFFHS Team van het decennium: 2011-2020[48]
- IFFHS Belgisch elftal aller tijden: 2020[49]
- Ballon d'Or 3e plaats: 2022, 4e plaats: 2023[50]
- FSA Speler van het jaar: 2022

## Trivia
- In het najaar van 2014 verscheen er een boek over hem getiteld Keep It Simple.[51]
- In juni wordt sinds 2016 ieder jaar de KDB Cup georganiseerd in De Bruynes geboortedorp Drongen. Het is een internationaal jeugdtoernooi.[52][53]